# Wallace Davenport
Pour les articles homonymes, voir Davenport.
Wallace Davenport est un trompettiste et chef d'orchestre américain de jazz. Musicien reconnu à La Nouvelle-Orléans, bien qu'une période de sa carrière soit orientée swing et bebop, il reste principalement associé au jazz traditionnel.

## Biographie
À 7 ans sa mère lui offre sa première trompette et débute avec son instrument à 13 ans dans le Young Tuxedo Brass Band. En 1941, il joue dans l'orchestre du trompettiste Papa Celestin puis quitte La Nouvelle-Orléans pour s'engager dans le corps des Marines. Après la Seconde Guerre mondiale, Davenport retourne dans sa ville natale, y forme son propre groupe, jouant du swing et du bebop avec différents groupes. En 1947, il enregistre avec le chanteur Roy Brown. Dans les années 1950, il effectue plusieurs tournées aux États-Unis et en Europe, notamment avec le vibraphoniste Lionel Hampton et participe également à des enregistrements du clarinettiste Mezz Mezzrow à Paris.
De 1964 à 1966, Davenport est l'un des membres de l'orchestre de Count Basie avec lequel il effectue quelques enregistrements. Il participe aussi aux tournées des chanteurs Lloyd Price (1954 puis 1957 - 1960) et Ray Charles (1960 -1962). En 1967 il accompagne le pianiste Fats Domino. En 1969, il s'installe à nouveau à La Nouvelle-Orléans, crée son propre groupe et revient au jazz traditionnel faisant paraître ses enregistrements sur son propre label My Jazz (1971 - 1976). Dans la même période, il effectue des tournées en Europe, enregistrant notamment avec George Wein en 1974, Panama Francis, Arnett Cobb et d'autres musiciens. Il retrouve également Hampton en 1976 et enregistre à nouveau avec le pianiste Earl Hines. Dans les années 1980 il joue principalement au sein de groupes de jazz traditionnel mais aussi des chanteurs de gospel dans la région de La Nouvelle-Orléans,

## Style
Il s'est illustré par un remarquable éclectisme, passant du swing au bop, tout en conservant des attaches au gospel et au R&B. Il entame sa carrière dans l'orchestre de son école et s'est étalée sur presque 70 ans.
Icône culturelle de La Nouvelle-Orléans, Davenport a joué fréquemment au New Orleans Jazz & Heritage Festival et au Festival du Quartier Français. Il a reçu de nombreuses récompenses pour sa contribution musicale de la part des autorités locales et d'associations culturelles.